# Remigia discios
Remigia discios là một loài bướm đêm trong họ Erebidae.